# Sally’s Pigeons
«Sally’s Pigeons» (рус. Голуби Салли) — третий сингл (или второй — в зависимости от страны) с четвёртого альбома Синди Лопер Hat Full of Stars.

## Информация о сингле
Sally’s Pigeons повествует о подруге Синди, которая забеременела в подростковом возрасте, сделала подпольный аборт и в результате умерла. Голуби, неоднократно упоминающиеся в тексте, являются символом ушедшей юности и счастья. Песня написана совместно с известной кантри-исполнительницей Мэри Чапин Карпентер.
Видеоклип на песню (как и на две предыдущие) сняла сама Синди Лопер. В клипе она приезжает в район, где провела детство и юность, вспоминает себя, своих старых друзей и умершую подругу в подростковом возрасте. Роль Синди в юности исполнила Джулия Стайлз.
Би-сайдом сингла на некоторых изданиях стала песня Cold, не вошедшая ни в один студийный альбом Синди.
Сингл не попал ни в один известный чарт.
В некоторых странах он был переиздан после успеха ремикшированной версии Girls Just Want to Have Fun в 1994 году.

## Список композиций
5"CD (Австрия 1993) — Epic (Sony) 659138 1
7" (Нидерланды 1993) — Epic (Sony) 659138 7
CSS (Нидерланды 1993) — Epic (Sony) EPC 659138 4
1. Sally’s Pigeons — 3:48
2. Cold — 3:29

5"CD (Австрия 1993) — Epic (Sony) 659138 2
12" (Австрия 1993) — Epic (Sony) 659138 6
1. Sally’s Pigeons — 3:48
2. Cold — 3:29
3. Like I Used To — 4:28

5"CD (Австрия 1994) — 661000 1
1. Sally’s Pigeons: 3:47
2. Someone Like Me: 4:03

5"CD (Германия 1994) — Epic (Sony) 661000 2
1. Sally’s Pigeons: 3:46
2. Feels Like Christmas: 4:34
3. Someone Like Me: 4:07